# Sergiy Yanenko
Sergiy Yanenko (en ukrainien : Сергій Яненко), né le 27 novembre 1957 à Desiatini, mort le 13 janvier 2018 à Tchernivtsi, est un coureur de fond et d'ultrafond soviétique puis ukrainien. Il est champion du monde du 100 kilomètres 1997.

## Biographie
Sergiy fait ses débuts en athlétisme à l'école. Il se spécialise en course de fond et s'illustre en 1975 en décrochant la médaille d'argent sur 5 000 mètres aux championnats nationaux juniors à Donetsk,.
Il se spécialise par la suite sur la distance du marathon et obtient une première reconnaissance en 1984 en se voyant décerner le titre de maître émérite du sport de l'URSS, puis le titre de maître émérite en classe internationale en 1987. Le 23 avril 1989, il remporte la victoire de la Coupe d'URSS du marathon à Oujhorod en établissant son record personnel sur la distance en 2 h 14 min 32 s.
Il se révèle sur la scène internationale lors du marathon de Long Beach. Tandis que le Mexicain Salvador García et le Néo-Zélandais Rex Wilson s'affrontent pour la victoire, Sergiy s'assure de la troisième place,.
En 1997, il s'essaye à l'ultra-marathon et pour sa première épreuve s'engage aux championnats du monde du 100 kilomètres à Winschoten. Inconnu dans cette discipline, il crée la surprise en prenant la tête de course au kilomètre 40 puis en s'imposant en 6 h 25 min 25 s pour décrocher le titre mondial,. Il remporte peu après le Supermaraton Kalisia à Blizanów.
Il prend sa retraite sportive en septembre 2007 et devient entraîneur scolaire.
Affecté par une maladie cardiovasculaire depuis son enfance, il est victime d'un accident vasculaire cérébral le 10 janvier 2018. Hospitalisé et dans le coma, il décède le 13 janvier, trois jours après son accident,.

## Palmarès
| Année | Compétition                             | Lieu         | Place | Épreuve        | Temps           |
| ----- | --------------------------------------- | ------------ | ----- | -------------- | --------------- |
| 1988  | Marathon de Bila Tserkva                | Bila Tserkva | 1er   | Marathon       | 2 h 15 min 13 s |
| 1989  | Coupe d'URSS de marathon                | Oujhorod     | 1er   | Marathon       | 2 h 14 min 32 s |
| 1990  | Marathon de Long Beach                  | Long Beach   | 3e    | Marathon       | 2 h 19 min 9 s  |
| 1995  | Marathon de Rajec                       | Rajec        | 1er   | Marathon       | 2 h 21 min 55 s |
| 1996  | Marathon de Rajec                       | Rajec        | 1er   | Marathon       | 2 h 21 min 41 s |
| 1997  | Marathon de Rajec                       | Rajec        | 1er   | Marathon       | 2 h 26 min 12 s |
| 1997  | Championnats du monde du 100 kilomètres | Winschoten   | 1er   | 100 kilomètres | 6 h 25 min 25 s |
| 1997  | Supermaraton Kalisia                    | Stawiszyn    | 1er   | 100 kilomètres | 6 h 32 min 42 s |
| 1998  | Ultramaratona de Cubatão                | Cubatão      | 2e    | 100 kilomètres | 6 h 37 min 8 s  |
| 1999  | Marathon de Rajec                       | Rajec        | 2e    | Marathon       | 2 h 27 min 7 s  |

## Records
| Épreuve        | Performance          | Date              | Lieu       |
| -------------- | -------------------- | ----------------- | ---------- |
| Marathon       | 2 h 14 min 32 s      | 23 avril 1989     | Oujhorod   |
| 50 kilomètres  | 3 h 39 min 15 s      | 24 juin 2001      | Brühl      |
| 100 kilomètres | 6 h 25 min 25 s (NR) | 13 septembre 1997 | Winschoten |